# USS Montana (BB-67)
USS Montana (BB-67) byla nepostavená bitevní loď Námořnictva Spojených států amerických. Měla být vedoucí lodí třídy Montana. Montana BB-67 a její sesterské lodě (Ohio BB-68 Maine BB-69 New Hampshire BB-70  Louisiana BB-71) měly být nejsilnější a největší bitevní lodě své doby.

## Důvody zrušení stavby
K realizaci návrhů a plánů bitevních lodí nedošlo. Američané potřebovali ve druhé světové válce rychlé bitevní lodě, které by na misích doprovázely letadlové lodě třídy Essex, ale bitevní lodě třídy Montana nedosahovaly velké rychlosti. Dalším důvodem byla vysoká cena těchto lodí. Lodě měly být silně opancéřované s dokonalou vyzbrojí, což zvyšovalo cenu těchto lodí.

## Výzbroj
Primární výzbroj této lodi měly být 4 tříhlavňové střelecké věže s děly Mk 7, které měly ráži 406 mm. Tato děla byla nainstalována na bitevních lodích třídy Iowa. Sekundární výzbroj mělo tvořit 10 dvojúčelových dvojhlavňových děl Mk 16 ráže 127 mm. Protivzdušnou obranu mělo tvořit 10 až 40 kanónů Bofors ráže 40 mm a 56 kanónů Oerlikon ráže 20 mm. Loď měla také nést 3 až 4 hydroplány Vought OS2U Kingfisher nebo Curtiss SC Seahawk.